# 精密光谱科学与技术国家重点实验室

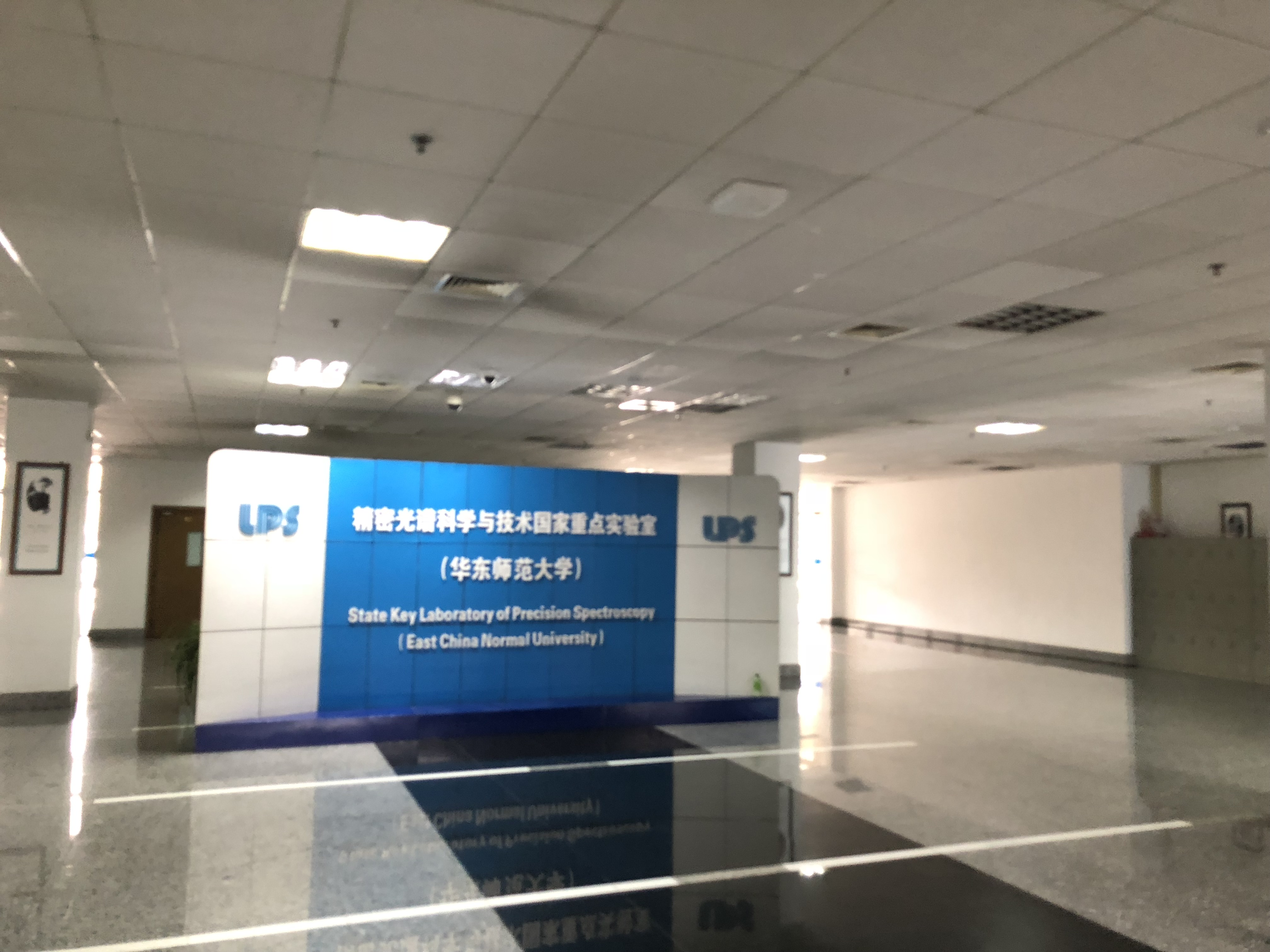
精密光谱科学与技术国家重点实验室

精密光谱科学与技术国家重点实验室是位于中国上海市的一座国家重点实验室，隶属于华东师范大学物理与材料科学学院。精密光谱科学与技术国家重点实验室于2007年获中华人民共和国科学技术部批准筹建，于2009年12月通过验收并正式向国内外开放。
实验室定位于光谱学基础与应用基础研究，围绕精密光谱科学与技术的前沿开展研究。